# Kopiiuvata, Kaniv
Kopiiuvata (în ucraineană Копіювата) este o comună în raionul Kaniv, regiunea Cerkasî, Ucraina, formată numai din satul de reședință.

## Demografie
Componența lingvistică a comunei Kopiiuvata
     Ucraineană (95,83%)
     Rusă (3,43%)
     Alte limbi (0,25%)
Conform recensământului din 2001, majoritatea populației comunei Kopiiuvata era vorbitoare de ucraineană (95,83%), existând în minoritate și vorbitori de rusă (3,43%).